# Тральщики проекта 10750
Рейдовые тральщики проекта 10750 «Сапфир» — тип рейдовых тральщиков, кодовое обозначение НАТО — Lida Class Minesweeper. Разрабатывались в ПКБ «Алмаз» под руководством главного конструктора В. И. Блинова. Корабль предназначался для поиска мин, их траления и уничтожения на рейдах ВМБ, прибрежных районах и районах рассредоточенного базирования с глубинами дна до 80 метров.
Корабли проекта 10750 предназначены для противоминных действий на море в районе акваторий портов, баз, выходов из них, прибрежной шельфовой зоны до глубины 100 метров, а также мелководных популярных туристских маршрутов и фарватеров между островами — курортами стран, в бюджете которых доходы от туристского бизнеса имеют существенное значение.

## Операторы
- Россия — 7 тральщиков в строю (5 БФ + 2 КФл)[2][неавторитетный источник]
- Казахстан — 1 тральщик проекта 10750Э в строю ВМС Казахстана[3][неавторитетный источник].

## Представители проекта
Корабли постройки АО «СНСЗ»
| Название                          | б/н | Зав. № | Заложен    | Спущен на воду | Передан заказчику | Флот           | Прим.                 |
| --------------------------------- | --- | ------ | ---------- | -------------- | ----------------- | -------------- | --------------------- |
| РТ-57                             | 316 | 350    | 20.10.1986 | 29.07.1987     | 12.12.1989        | БФ             | В строю               |
| РТ-341                            | 331 | 351    | 15.01.1987 | 25.04.1989     | 30.12.1989        | БФ             | Списан 22.06.2005     |
| РТ-248                            | 348 | 352    | 16.03.1987 | 6.02.1990      | 29.09.1990        | БФ             | В строю. Проект 13000 |
| РТ-249                            | 206 | 353    | 9.04.1987  | 27.07.1990     | 29.12.1990        | БФ             | Списан в 2014 году    |
| РТ-252 с 2019 — "Василий Поляков" | 319 | 354    | 12.10.1987 | 27.09.1991     | 30.12.1991        | БФ             | В строю.              |
| РТ-273 с 2019 — "'Виктор Сигалов" | 339 | 355    | 29.03.1988 | 11.12.1991     | 30.09.1992        | БФ             | В строю               |
| РТ-231 с 2019 — "Леонид Перепеч"  | 310 | 356    | 28.07.1988 | 19.08.1992     | 25.08.1993        | БФ             | Списан в 2024 году    |
| РТ-233                            | 219 | 357    | 20.10.1988 | 8.07.1993      | 9.09.1994         | КФл            | В строю               |
| РТ-234                            | 363 | 358    | 27.04.1989 | 31.03.1994     | 28.08.1996        | КФл            | В строю               |
| Алатау                            | 531 | 366    | 31.07.2014 | 30.10.2015     | 10.2016           | ВМС Казахстана | В строю               |